# Paleontología de dinosaurios

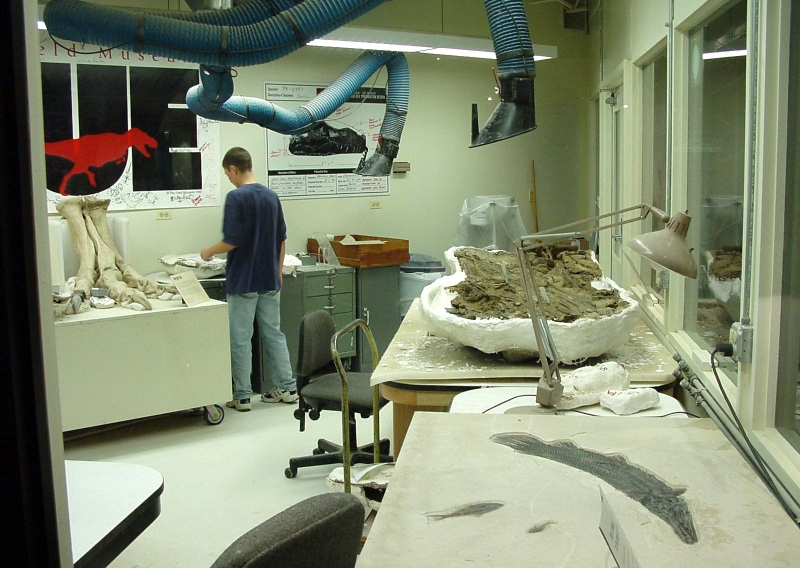
Museo Field de Historia Natural, Chicago (Illinois, Estados Unidos).

La paleontología de dinosaurios o dinosaurología es una subdisciplina de la paleontología que se dedica al estudio de los animales mesozoicos conocidos como dinosaurios y, más precisamente, una parte de la paleoherpetología o estudio de los reptiles antiguos. Gracias a esta investigación se pretende responder a varios interrogantes, entre los que destacan dos: la relación filogenética entre los dinosaurios y los taxones actuales, y las razones de su extinción. El primero permite reconstruir el árbol filogenético y el segundo predecir los efectos que ocurrirían de repetirse la catástrofe que acabó con tales animales. Su nombre proviene de la propia palabra dinosaurus (reptil terrible) y logos (ciencia). A los paleontólogos que se dedican a estos estudios se les denomina paleoherpetólogos o, más vulgarmente, dinosaurólogos.

## Historia
La primera pista de que los dinosaurios existieron fue un diente. En 1824, William Buckland, profesor de geología, estudió un gran diente hallado en una cantera de pizarra de Oxfordshire. Buckland puso el nombre de Megalosaurus al dinosaurio propietario de aquel diente gigantesco. El Megalosaurus fue el primer dinosaurio que tuvo nombre propio. Cuando se encontraron los demás dientes, seguían perfectamente anclados en la mandíbula del animal.

### Hallazgo delIguanodon
Gideon Mantell, médico en Lewes, Sussex (Inglaterra), era aficionado a la paleontología. El doctor Mantell y su esposa Mary Ann pasaban las vacaciones en los valles del sur, en busca de fósiles. Tanta era su afición, que incluso convirtió parte de su hogar en museo para exhibir sus hallazgos. Un día, el médico y su esposa salieron a hacer las visitas de costumbre. Mientras el médico atendía a sus pacientes, su mujer examinaba las piedras que se utilizaban para reparar el pavimento de la carretera. Entonces, encontró en una roca un enorme diente fósil. Cuando Mary Ann mostró a su marido el hallazgo, él quedó entusiasmado. Mantell encontró la cantera de donde procedían las rocas y encontró más dientes y algunos huesos. 
Mandó sus hallazgos al barón de Cuvier, un naturalista de fama internacional, y le pidió que los identificara. Sin embargo, en primera estancia el científico se mostró incapaz de clasificar al animal. 

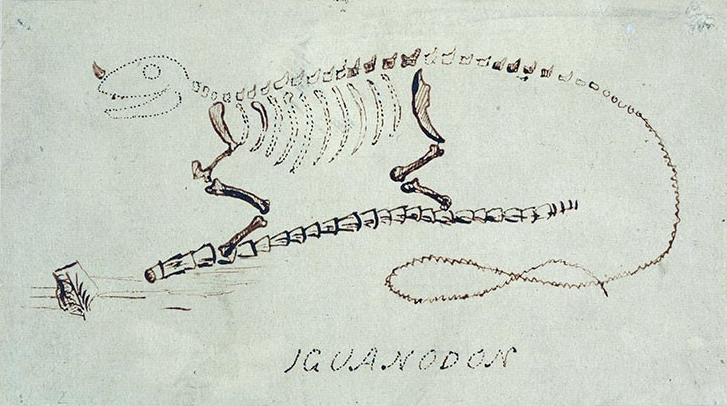
Dibujo original de la primera reconstrucción del Iguanodon, realizada por Mantell.

La solución al enigma llegó cuando el médico vio a un reptil actual, una iguana, conservado en formol. Aunque claramente de mayor tamaño, los dientes que su esposa había encontrado eran muy parecidos a los de una iguana. Mantell comprendió que debieron pertenecer a un reptil gigantesco. Llamó a esta extinta criatura Iguanodon, que significa "dientes de iguana". Si bien su primera reconstrucción de 1834 no concuerda demasiado con la idea actual de la forma de este dinosaurio, Mantell fue un destacado pionero en el descubrimiento de los dinosaurios. 
En 1841 Sir Richard Owen dio su famosa conferencia, en la que presentó los dinosaurios como un tipo de animal desconocido hasta el momento. Se refirió al Iguanodon y a otros dinosaurios. Sus ideas diferían de las de Mantell. El Iguanodon de Owen tenía algunas partes tomadas de un cocodrilo, y otras más parecidas a las de un elefante o un hipopótamo. Pero la púa del dedo seguía todavía en el extremo del hocico. Owen tuvo la oportunidad de plasmar sus ideas en figuras de tamaño real. En 1854, el escultor Benjamin Waterhouse Hawkins inició la realización de modelos de dinosaurios con destino al Parque del Palacio de Cristal, al sur de Londres, y Owen dirigió los trabajos. Estos todavía están expuestos, aunque el Iguanodon se parece más a un escamoso rinoceronte que a un dinosaurio.
En 1878, en las profundidades de una mina de carbón, en Bélgica, un grupo de mineros efectuó un hallazgo de gran calibre: un fósil de Iguanodon. De hecho, fue el primero de muchos otros esqueletos que se encontrarían luego. Se encontraron dos tamaños diferentes de Iguanodon. Uno medía 9-10 metros de longitud, y el otro era más pequeño, de unos 5-6 metros. Algunos expertos creen que se trata de dos taxones diferentes dentro de Iguanodon. Otros consideran que los fósiles son del mismo tipo. Los dinosaurios más corpulentos son machos y los más pequeños, hembras. Los descubrimientos en el yacimiento de Bernissart fueron extraordinarios. Un total de 39 esqueletos completos o casi completos de Iguanodon fueron esmeradamente extraídos y llevados a la superficie. El Real Museo de Historia Natural de Bruselas envió a su mejor paleontólogo para organizar el trabajo. El descubrimiento produjo un gran cambio en la forma de dibujar el Iguanodon. Durante 25 años perduró la idea de Richard Owen del Iguanodon como una criatura parecida a un robusto rinoceronte, pero el hallazgo de los mineros de Bernissart cambió por completo aquella imagen. Costó tres años desenterrar todos los esqueletos. El equipo trabajó en condiciones extremadamente difíciles: el lugar era estrecho, oscuro y peligroso. Cuando todos los restos se trasladaron sin novedad a Bruselas, empezó la tarea de conservación y agrupación de los fósiles. 
Nunca se habían encontrado tal número de esqueletos de un mismo tipo de dinosaurio juntos. Esto dio al museo de Bruselas la ocasión de profundizar en el conocimiento y morfología correcta de Iguanodon. Louis Dollo fue el paleontólogo encargado, y a ello dedicó 40 años de estudio (la mayor parte de sus años de trabajo). A medida que iba estudiando los fósiles, Dollo fue capaz de descifrar muchos de los misterios en torno al Iguanodon, incluyendo dónde estaba realmente situado "el cuerno del hocico". Los científicos empezaban a poner en duda la idea de que los dinosaurios eran criaturas pesadas y parecidas a los elefantes. Algunos expertos creían que eran más ligeros, y parecidos a las aves. Dollo estaba de acuerdo con estas nuevas teorías y reconstruyó los esqueletos de los Iguanodon en posición erguida. El trabajo se realizó en una antigua capilla, que fue usada como laboratorio del museo. En sus esfuerzos por mostrar una imagen real del Iguanodon, Dollo estudió ciertos animales vivos. Diseccionó aves no voladoras, como el emú, para descubrir cómo debían de haberse movido los dinosaurios. También se dedicó a dibujar reptiles actuales, como camaleones y cocodrilos, para averiguar cómo se pudo haber alimentado el Iguanodon. Por último, se creó una nueva imagen de Iguandon, totalmente distinta de las anteriores. Ya no parecía un lagarto o un rinoceronte. El dinosaurio de Dollo era gigante, estaba en posición erecta, como un walabí, tenía el cuello de ave de un emú y caminaba sobre dos patas. Su "cuerno en el hocico" se había convertido en una gran púa situada en las patas delanteras. Dollo creía que el Iguanodon tenía la lengua larga como una jirafa para coger las hojas de los árboles. Esto se debe a que descubrió un gran orificio en la base de la mandíbula inferior de este dinosaurio. Los científicos descubrieron posteriormente que Dollo se había equivocado respecto a la lengua, pues el orificio que había observado no era más que un hueso roto. Dollo suponía que usaba la cola para sostenerse cuando se erguía sobre sus patas traseras a fin de llegar a las ramas más altas. Su interés por describir no solo los dinosaurios sino su estilo de vida, modificó la actitud de los científicos. Los especialistas actuales han continuado el trabajo de Dollo. Además de estudiar los esqueletos fósiles también se ocupan de averiguar cómo vivían los dinosaurios. 
David Norman fue el primer paleontólogo moderno que volvió a examinar en profundidad todos los datos sobre el Iguanodon. Estudió de nuevo su esqueleto y los datos de Dollo. Su investigación le condujo a una conclusión de gran relevancia: este animal, al contrario de lo que Dollo creía, no caminaba siempre sobre dos patas, sino que la mayoría de las veces se movía a cuatro patas. El Iguanodon tenía la cola dirigida hacia arriba. Esta particularidad le obligaba a inclinarse hacia delante. Por lo tanto, el animal mantenía una postura muy diferente a la que Dollo le había atribuido. Un estudio más detallado de los esqueletos de Dollo, mostró que su equipo había roto la cola del Iguanodon para dar a los dinosaurios una postura erguida. Las "manos" estaban hechas para caminar. Con el cuerpo inclinado hacia delante, las manos podían llegar al suelo más fácilmente. Los tres dedos del medio tienen unas articulaciones que les permiten doblarse hacia atrás. Los dedos terminan en unas garras planas y anchas, casi como pezuñas. Por lo tanto, el Iguanodon seguramente caminaba sobre cuatro patas. El Iguanodon tenía las muñecas suficientemente fuertes para soportar su peso. En la muñeca los huesos se mueven libremente para facilitar el movimiento. En la muñeca del Iguanodon los huesos están fuertemente soldados para poder soportar el peso del animal caminando o corriendo. El Iguanodon tenía un hueso especial en medio del pecho. La explicación más evidente para este suceso es que su finalidad era fortalecer la parte más débil del tórax, la situada entre los hombros. Esta zona debía de soportar una gran presión cuando el Iguanodon caminaba sobre las cuatro patas. El hueso fortalecedor era, pues, muy útil.

### Expediciones de Carnegie

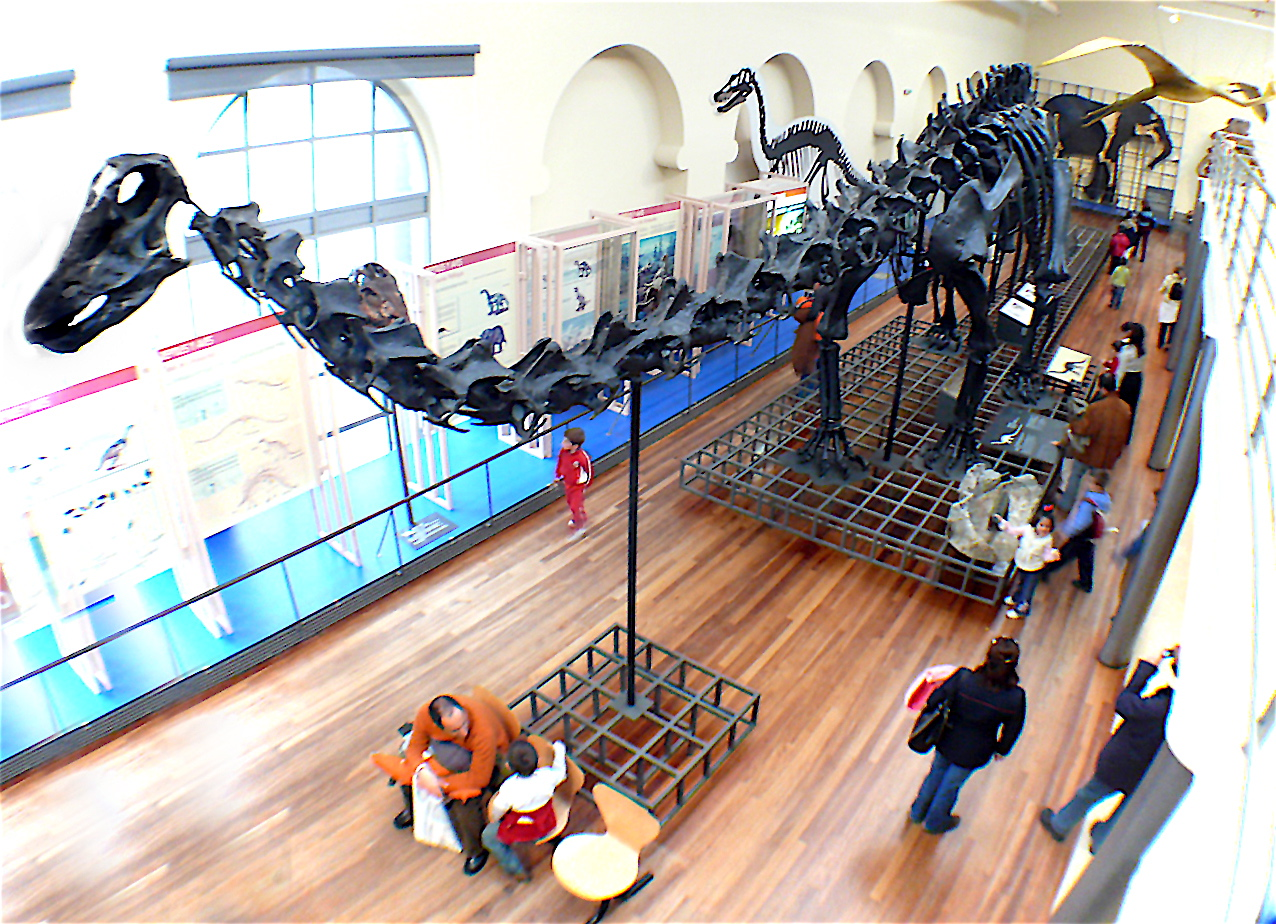
Réplica de Diplodocus carneii regalada por Andrew Carnegie al rey Alfonso XIII. Museo Nacional de Ciencias Naturales de Madrid.

Andrew Carnegie nació en Dunfermline, Escocia, en 1835. Su familia era pobre, por lo que, cuando él apenas tenía once años emigró a América en busca de una vida más clemente. Encontró lo que buscaba, pues tras ser fogonero de calderas a los 13 años, pasó a dirigir una compañía de ferrocarriles. Los trenes necesitaban acero, y así fundo en Pittsburgh una enorme fundición de hierro y acero. De esta manera se convirtió en el "Rey del Acero" y amasó una inmensa fortuna. Pero Carnegie era un hombre de una excepcional generosidad. Sus donativos causaron sensación en Gran Bretaña y los Estados Unidos, pero él ambicionaba, por encima de todo, un dinosaurio para exhibirlo en el museo que acababa de fundar en Pittsburgh.  En Wyoming, un grupo de investigadores del museo descubrió finalmente dos esqueletos de Diplodocus incompletos. Con los huesos se pudo montar un gran esqueleto, el mayor de cuantos se habían reconstruido. El rey Eduardo VII del Reino Unido vio el dibujo de un Diplodocus en la casa que Carnegie tenía en Escocia y quiso que Carnegie le enviara una copia para exhibirla en Londres. Carnegie accedió encantado, y siguió invirtiendo millones en nuevas excavaciones. Sus expertos, sobre todo, Earl Douglas, desenterraron muchos más especímenes, incluyendo Allosaurus, Apatosaurus, Camarasaurus y Stegosaurus. La réplica a tamaño natural de su primer hallazgo, un Diplodocus, aún puede verse en la sala principal del Museo de Historia Natural de Londres.

### La Guerra de los Huesos
A partir de 1870 se descubrieron numerosos y sorprendentes huesos de dinosaurios en Estados Unidos. Empezó una carrera para encontrar nuevos tipos de dinosaurios a lo largo de Montana, Wyoming y Colorado, y se llegó a tal extremo que aquella rivalidad entre paleontólogos se conoce hoy como Guerra de los Huesos. Los protagonistas de la Guerra de los Huesos fueron dos distinguidos catedráticos de paleontología: Edward Drinker Cope (1840-1897), de la Universidad de Pensilvania, y Othniel Charles Marsh (1831-1899), de Yale. Ambos habían sido amigos en el pasado, pero siguieron caminos distintos y a veces pusieron nombres distintos a un mismo animal. 
La rivalidad entre aquellos dos hombres empezó en 1870. Cope logró montar el esqueleto de un extraño plesiosaurio al que llamó Elasmosaurus (que significa "lagarto con placas") y escribió a Marsh, invitándole a verlo. Sin embargo, Marsh pronto indicó a su anfitrión que había colocado la cabeza al final de cola, por lo que había cometido un error enorme.
Mientras tanto, noticias desde el oeste indicaban que se estaban descubriendo montones de enormes huesos de dinosaurio. En cierto lugar, un pastor incluso se había hecho una cabaña con los huesos de un gran dinosaurio. No pasó mucho tiempo sin que los cazadores de fósiles se enteraran y corrieran a excavar la zona. En 1877, un maestro de escuela, Arthur Lakes, encontró varios huesos gigantescos cerca de un pueblo llamado Morrison, en el estado de Colorado (Estados Unidos). Finalmente, decidió enviar sus hallazgos a O.C. Marsh. Al mismo tiempo, otro maestro de escuela llamado O.W. Lucas realizaba descubrimientos parecidos en Canyon City, al sur de Morrison, y los mandó al profesor Cope. Así, mientras Cope financiaba la expedición de Lucas, Marsh patrocinó la de Lakes. De esta manera continuó la competencia entre estos dos hombres hasta 1889. Durante este tiempo, sus equipos encontraron toneladas de fósiles de dinosaurio en Como Bluff (Wyoming), Judith River (Montana), Canyon City y Morrison (Colorado). También hallaron los primeros esqueletos enteros de dinosaurios gigantes.

### Finales delsigloXIXy principios delXX
En 1888, John Bell Hatcher visitó Wyoming y descubrió uno de los dinosaurios más extraños del momento. En un profundo cañón encontró un gran cuerno y un gigantesco esqueleto de dinosaurio. Lo envió a Marsh, quien le puso el nombre de Triceratops: "cara de tres cuernos". Alcanzaba el peso de un elefante macho y medía unos 9 metros de longitud. Vivió a finales del Cretácico en Estados Unidos. Tenía un cuerno corto en el hocico y dos frontales largos. El descubrimiento del Tyrannosaurus rex realizado por Barnum Brown animó al mundo científico. En 1902 Brown descubrió, en Montana, un esqueleto incompleto de un gran dinosaurio carnívoro, que envió al Museo Americano de Historia Natural en Nueva York. En 1905, Henry Fairfield Osborn lo descubrió por primera vez, y le dio el nombre de Tyrannosaurus rex, para enfatizar así el supuesto dominio que debió tener sobre las demás criaturas coetáneas. Para transportarlo fueron necesarios cuatro caballos.

## Distribución de los hallazgos
En todo el mundo se han encontrado restos de dinosaurios, casi siempre durante expediciones científicas organizadas, pero también a veces fruto de la casualidad. Algunos de los dinosaurios han sido encontrados en lugares muy distantes. Por ejemplo, se han encontrado Brachiosaurus en América del Norte, Tanzania (África) y Portugal (Europa).

### América del Norte
Se han encontrado cientos de dinosaurios en Estados Unidos y Canadá. Triceratops y Tyrannosaurus rex parecen exclusivos de esta zona. Sin embargo, el Iguanodon ha sido hallado también en Inglaterra y Bélgica (Europa) y en Mongolia (Asia).
El primer descubrimiento importante lo hizo Hayden en la década de 1850, cuando halló varios yacimientos en las regiones este y oeste. Más tarde, a finales de la década de 1870, nuevos hallazgos espectaculares en Wyoming y Colorado atrajeron la atención de dos grandes paleontólogos: Othniel Charles Marsh y Edward Drinker Cope. Su rivalidad fue tal que se desató la llamada Guerra de los Huesos. Así, se descubrieron muchas especies a lo largo del continente, desde Nueva Inglaterra, en el este, hasta Utah y Colorado, en el oeste. América siempre ha sido un excelente "coto" de dinosaurios. Algunos sitios no solo han sido ricos en restos, en especial Wyoming, Colorado, Montana y Alberta; también han revelado especímenes de los tres períodos del Mesozoico. Se han recuperado dinosaurios del Triásico y Jurásico inferior, como el Dilophosaurus. En 1985 Robert Long descubrió un nuevo dinosaurio muy primitivo, en Painted Desert, Arizona; tal vez sea uno de los más antiguos encontrados hasta hoy, pero aún no se posee una descripción completa ni han concluido los trabajos de preparación. Utah, Colorado y Wyoming, donde se han producido algunos de los hallazgos más impresionantes, poseen rocas jurásicas con predominio de las tardías. Los del cretácico provienen sobre todo de rocas tardías de Alberta, Montana y Nueva México: los del Cretácico inferior en general abundan menos, aunque se han encontrado restos importantes al sur de Montana y en Dakota del Sur.

### América del Sur
Se han encontrado restos fósiles en casi todos los países sudamericanos, sobre todo en Argentina y Brasil. 
También aquí se descubrieron dinosaurios en la segunda mitad del siglo XIX. El interés por los fósiles había sido estimulado por la labor de Georges Cuiver y Richard Owen, quienes pudieron describir el material perteneciente a gigantescos mamíferos extinguidos que habían traído, a su regreso, los primeros exploradores de ese continente. El ejemplar más notable fue recogido por Charles Darwin durante el viaje del Beagle. La mayoría de los descubrimientos se hicieron en el sur de Brasil y en Argentina, donde las rocas del Mesozoico están bastante difundidas. Gran parte de los primeros trabajos giraron en torno a descubrimientos casuales, pero en estos últimos años varios equipos, dirigidos por José Bonaparte en el geoparque Paleorrota, han efectuado una labor cuidadosa y sistemática que ha dado ya sus primeros frutos con el hallazgo de restos muy importantes y bien conservados.

### Europa
Algunos de los hallazgos de dinosaurios más antiguos se realizaron en Inglaterra. Actualmente continúan encontrándose restos de dinosaurios en Inglaterra y Francia. 
Los europeos occidentales cuentan con una larga tradición en materia de excavaciones y descubrimientos. Alemania posee algunos de los mejores depósitos del Triásico, entre ellos las famosas canteras de Halberstadt y Trössingen, excavadas en las primeras décadas de este siglo, con sus restos de Plateosaurus. Las rocas jurásicas están muy difundidas; sin embargo, nunca han producido esqueletos fósiles realmente buenos. Los mejores provienen de canteras de la región centro-occidental de Gran Bretaña, con restos parciales de Megalosaurus, Eustreptospondylus y Cetiosauriscus, pero nunca han dado magníficos esqueletos gigantescos con las articulaciones completas, como los hallados en América del Norte o China. Aun así, los depósitos de lagunas del Jurásico superior de Alemania meridional han devuelto pequeños esqueletos de Archaeopterix y Compsognathus muy bien conservados.
Las rocas del Cretácico inferior han entregado muchos esqueletos de Iguanodon, en particular en el sur de Inglaterra, Bélgica, Alemania y España, pero aparte de ellos son pocos los restos bien conservados. En lo que respecta a las rocas del Cretácico superior, se conocen algunos restos bien conservados provenientes de Rumanía (Transilvania) y huevos de dinosaurio del sur de Francia (Aix-en-Provence), pero la mayor parte del material es fragmentario y pobre.

### África
En África se han encontrado muchos restos. En Tanzania se descubrió uno de los dinosaurios más altos, el Giraffatitan (o Brachiosaurus brancai), que hoy puede contemplarse en Berlín, Alemania. 
Los yacimientos africanos están muy dispersos. Abarcan desde los afloramientos sureños del Jurásico y el Triásico inferior, que han producido prosaurópodos (como Massospondylus, Anchisaurus) y ornitisquios (como Lesothosaurus, Heterodontosaurus), hasta los depósitos cretácicos del Sahara central. Níger y Marruecos, con grandes saurópodos, Ouranosaurus y el peculiar carnívoro Spinosaurus, pasando por los depósitos del Jurásico superior en Tendaguru (Tanzania), que fueron excavados por paleontólogos alemanes a principios del siglo XX y revelaron variedades tales como Giraffatitan, Dicraeosaurus y Kentrosaurus.

### Asia
Las expediciones enviadas a rincones remotos de China han cosechado notables éxitos. También han aparecido muchos esqueletos en Mongolia, y algunos en la India. 

#### Asia Central
Hasta comienzos de la década de 1920 y el inicio de las expediciones del Museo Norteamericano, no se sabía casi nada de los restos fósiles de esta región. Ellas revelaron la existencia en Mongolia de ricos yacimientos de dinosaurios, explorados después por las expediciones rusas y polacas. Los hallazgos procedentes de esta área, en especial los del Desierto de Gobi correspondientes al Cretácico superior, han resultado tan interesantes y apasionantes como los de América del Norte a principios de siglo. Entre los especímenes, cabe señalar Tarbosaurus, Saurolophus, varios anquilosaurios, paquicefalosaurios y gran cantidad de pequeños terópodos y grandes saurópodos.

#### China
En estos últimos años, sus extensos afloramientos triásicos, jurásicos y cretácicos han empezado a rendir enormes cantidades de dinosaurios. Tras los descubrimientos casuales de Mandschurosaurus en el nordeste del país, a comienzos del siglo XX, vinieron las excavaciones sistemáticas de paleontólogos chinos en las décadas de 1930 y 1940, así como el hallazgo de Lufengosaurus del Jurásico inferior. Les siguieron los trabajos en afloramientos del Cretácico y Jurásico que han producido algunos especímenes bastante espectaculares, sobre todo en la provincia de Sichuán. Desde mediados de la década de 1990 se empezaron a recuperar en la región de Yixian en Liaoning fósiles de varios dinosaurios del Cretácico con una cubierta de plumas en sus cuerpos; a la fecha varios tipos de ejemplares emplumados como los del compsognátido Sinosauropteryx, el dromeosáurido Microraptor y el oviraptorosaurio Caudipteryx han mostrado la cercana relación de los terópodos con las aves. Más aún, en 2009 se halló en esta área un heterodontosaurio llamado Tianyulong, que también parece preservar una cubierta de protoplumas.

#### India
Los primeros informes procedentes de la India datan de la segunda mitad del siglo XIX; un hallazgo notable fue el del saurópodo Titonosaurus. En fecha más reciente, la región central de Kota ha revelado abundantes restos de Barapasaurus, un dinosaurio del Jurásico inferior. Al sur se encontró a Dravidosaurus, interesante estegosaurio del Cretácico superior.

### Australia
Hasta ahora se han encontrado aquí muy pocos huesos de dinosaurio. Sin embargo, los científicos han descubierto cientos de huellas fascinantes, que podrían anunciar el hallazgo de restos importantes en el futuro.
Una vez más los descubrimientos se remontan a principios del siglo XX. Los restos extraídos hasta el presente han sido de una pobreza desalentadora pero, al parecer, solo es cuestión de tiempo y algún día se encontraran yacimientos ricos en dinosaurios. Los hallazgos australianos recientes incluyen restos de Austrosaurus, Muttaburrasaurus, Fulgutotherium, Australovenator, Leaellynasaura y Timimus.

### Antártida
Nadie sabe cuántos esqueletos puede haber bajo la capa de hielo. Hasta hoy solo se han encontrado dos tipos. Los científicos creen que uno está emparentado con el Hypsilophodon, hallado también en Gran Bretaña y Portugal. También se han encontrado restos del dinosaurio carnívoro Cryolophosaurus ellioti.

## Métodos de investigación
Ya que se puede considerar a la dinosaurología como una especialización de la Paleobiología, los principios de investigación en que se basan son los mismos: anatomía comparada y actualismo biológico. Se basan tanto en fósiles corporales como en huellas, así como en el Principio de Correlación de las Partes enunciado por Cuvier. 

### Excavaciones
El largo proceso de encontrar un dinosaurio comienza con la búsqueda de roca arenisca o esquisto arcilloso, de entre 66 y 204 millones de años de antigüedad. Los expertos buscan restos de fósiles, como fragmentos de huesos rotos al pie de los acantilados y las canteras, o en el fondo de las minas. Una vez localizados los tipos de roca apropiados, no se excava agujeros en toda la zona, sino que se deja que el viento y la lluvia ayuden. Los mejores lugares para buscar fósiles son aquellos donde la roca ha sido erosionada hasta las capas inferiores por los agentes meteorológicos. Aunque se puede encontrar fósiles por casualidad, los núcleos de excavaciones en busca de dinosaurios son en Montana (Estados Unidos), Mongolia y China. 
Los pasos que se utiliza en una excavación convencional son:
1. Voladura: Para llegar hasta un fósil quizá haya que dinamitar o retirar con tractores muchas toneladas de roca. Solo se dinamitan las capas superiores de la roca, pues de lo contrario el fósil podría sufrir daños.
2. Extracción lenta: Para desmenuzar la roca que aprisiona los huesos se emplean martillos, buriles e incluso taladros de dentista.
3. Limpieza: Para retirar la tierra y las piedras se emplean cepillos suaves, que no dañen los viejos huesos. Los huesos quebradizos pueden recubrirse de pegamento especial, para endurecerlos.
4. Fotografías: Los huesos deben ser fotografiados donde se hallaron antes de moverlos, para que se sepa dónde se encontraron. La postura en que yacía el animal y las pistas del terreno son pistas para esclarecer su muerte y el medio que le rodeaba.
5. Búsqueda de pistas: Los rocas de los alrededores se examinan en busca de restos de huesos que hayan podido fragmentarse del esqueleto completo, o quizá de otro dinosaurio fósil enterrado en las cercanías.
6. Reconstrucción: Para ayudar a la reconstrucción en laboratorio, debe numerarse y anotarse cada fragmento de hueso.
7. Transporte: Cuando se sacan a la superficie, los huesos son envueltos en papel fino, después en vendas de escayola o en cubiertas especiales de espuma que se endurece, para protegerlos durante el viaje hasta el laboratorio.

### Trabajo de laboratorio

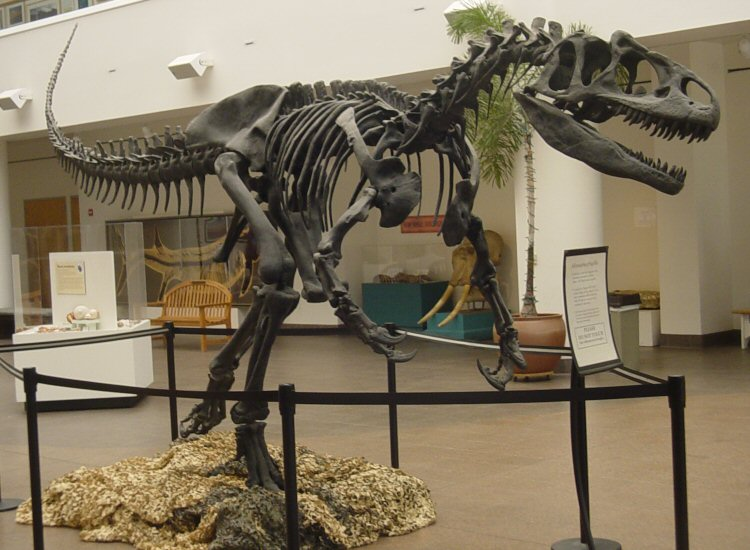
Esqueleto de Allosaurus fragilis en el Museo de Historia Natural de San Diego.

Una vez han sido desenterrados los huesos, se envían al laboratorio donde se realizan los procesos de restauración.
1. En primer lugar se redacta un informe sobre su estado de conservación, donde aparece si los huesos han sufrido desperfectos.
2. A continuación se utiliza, bajo el microscopio, una fresa de dentista, una especie de taladro que desmenuza la roca que rodea el hueso, conocida como "matriz".
3. Se inyecta un pegamento especial en la roca para detener su fragmentación. También se rellenan las fisuras para evitar la desintegración del fósil.
4. En algunos casos se introduce el hueso en una cubeta con ácido para disolver las capas de la "matriz".
5. Se limpia el polvo de la superficie con un pincel, y se moja éste en agua o en un detergente suave si la suciedad es importante.
6. Se redacta un informe explicando el tratamiento a que ha sido sometido el hueso desde su llegada al laboratorio. Se termina realizando una ficha por ordenador de cada hueso.